# No Mercy 2000
No Mercy (2000) was een professioneel worstel-pay-per-view (PPV) evenement dat georganiseerd werd door de World Wrestling Federation (WWF, nu WWE). Het was de 3e editie van No Mercy en vond plaats op 22 oktober 2000 in het Pepsi Center in Albany, New York.

## Matches
| Nr. | Match                                                                                               | Winnaar(s)         | Opmerkingen                                                                                        | Bron  |
| --- | --------------------------------------------------------------------------------------------------- | ------------------ | -------------------------------------------------------------------------------------------------- | ----- |
| 1   | The Dudley Boyz Invitational Tables match                                                           | The Dudley Boyz    | The Dudleyz wonnen door Right to Censor (The Goodfather & Bull Buchanan) als laatst te elimineren. | [ 2 ] |
| 2   | The APA (Bradshaw & Faarooq) en Lita vs. T & A (Albert & Test) en Trish Stratus                     | N.V.T.             | Mixed tag team match. De match eindigde in no contest.                                             | [ 2 ] |
| 3   | Chris Jericho vs. X-Pac                                                                             | Chris Jericho      | Steel Cage match. Jericho won door uit de cage te klimmen.                                         | [ 2 ] |
| 4   | Right to Censor (Steven Richards & Val Venis) vs. Billy Gunn & Chyna                                | Right to Censor    | Tag Team match                                                                                     | [ 2 ] |
| 5   | Rikishi vs. Stone Cold Steve Austin                                                                 | N.V.T.             | No Holds Barred match. De match eindigde in no contest.                                            | [ 2 ] |
| 6   | William Regal (c) vs. Naked Mideon                                                                  | William Regal      | Eén-op-één match voor het WWF European Championship.                                               | [ 2 ] |
| 7   | Los Conquistadores (Conquistador Dos & Conquistador Uno) vs. The Hardy Boyz (Matt & Jeff Hardy) (c) | Los Conquistadores | Tag Team match voor het WWF Tag Team Championship.                                                 | [ 2 ] |
| 8   | Triple H vs. Chris Benoit                                                                           | Triple H           | Eén-op-één match.                                                                                  | [ 2 ] |
| 9   | Kurt Angle (met Stephanie McMahon-Helmsley) defeated The Rock (c)                                   | Kurt Angle (nc)    | No Disqualification match voor het WWF Championship.                                               | [ 2 ] |